# 8604 Vanier
A 8604 Vanier (ideiglenes jelöléssel 1929 PK) a Naprendszer kisbolygóövében található aszteroida. C. J. Krieger fedezte fel 1929. augusztus 12-én.